# Храм Георгия Победоносца (Егорьевск)
Храм святого великомученика Георгия Победоносца (Георгиевская церковь) — старообрядческий православный храм в городе Егорьевске Московской области. Относится к Московской епархии Русской православной старообрядческой церкви. Памятник архитектуры регионального значения.

## История
Время основания первой старообрядческой моленной в Егорьевске неизвестно. В сведениях на 1844 год моленная не упоминается, хотя, очевидно, существовала. По распоряжению Разянского губернского правления 10 сентября 1851 года она была закрыта за ветхостью. Моленная располагалась на землях мещанина Павла Терентьева и его сына. Длина здания составляла пять с половиной саженей, ширина — три саженя и два аршина. Главными попечителями моленной были купцы Князевы. Здание было выставлено на продажу на слом, но выигравший торги купец из Раненбурга отказался его ломать. Дальнейшая судьба моленной неизвестна.
Лишённые общественной моленной старообрядцы начали собираться по домам. В 1860 году в переписке с Министерством внутренних дел упоминаются домашние моленные в домах купцов Князева и Лебедева. Обе моленные были опечатаны следователем. К концу 1870-х годов старообрядцы белокриницкого согласия собирались в домах купцов Князевых, Кашириных, Лебедевых, Куликовых и Кутаковых.
В начале 1880-х годов егорьевские старообрядцы ходатайствовали о разрешении на открытие новой общественной моленной. Министерство разрешили её устройство, но с условием, что своим внешним видом она не должна напоминать храм. К концу лета 1882 года строительство было закончено. Это было обычное двухэтажное здание, внешним видом напоминавшее жилой дом. Нижний этаж представлял собой полуподвал, а основное храмовое помещение было на втором этаже. В сооружении моленной участвовали купцы С. И. и С. Г. Князевы, Г. Н. Лебедев и председатель земской управы В. Д. Клопов. Здание построено на усадебной земле купца Кутакова на Зарайской улице.
В 1904 году Рязанское губернское правление и МВД выдали разрешение на сооружение каменной пристройки у храму. В 1906 году купец Пётр Григорьевич Брёхов на основании Высочайшего Указа от 17 апреля 1905 года получил разрешение на сооружение деревянной надстройки с пятиглавием и каменной колокольни. 27 ноября 1907 года храм освятил старообрядческий архиепископ Иоанн (Картушин).
1 мая 1907 года Егорьевская старообрядческая община была официально зарегистрирована. Настоятелем храма был священник Ипатий Григорьевич Трофимов. Кроме него в храме служили священник Пётр Милованов, диакон Иаков Швецов и псаломщик Пётр Григорьевич Андреев. В 1909 году храм передан из частной в общественную собственность.
Летом 1917 года на чердаке церкви возник пожар, уничтоживший венчания. Здание так и не было полностью восстановлено. В 1928—1929 годах настоятелем храма упоминается отец Иосиф Куликов. Позднее он был репрессирован. В 1936 году храм закрыт властями. Постановлением Президиума ВЦИК от 25 декабря 1937 года здание передавалось под Дом пионеров. После окончания Великой Отечественной войны старообрядцы предприняли попытки вернуть храм, но они окончились неудачно. Взамен старообрядческая община получила бывшую единоверческую церковь села Алёшино.
В мае 1996 года здание было возвращено общине. К тому времени оно уже было заброшенным и полуразрушенным. Колокольня не сохранилась. В 1997 году была заменена крыша, из подвала выкачана вода. С 1997 года в храме возобновлены богослужения. Настоятелем храма стал священник Василий Кадочников. В 1998 году восстановлена надстройка с пятиглавием, но она получилась меньше предыдущей. В 1998 году открыта воскресная школа. В 2017 году отстроена колокольня.